# 금곡동 (성남시)
금곡동(金谷洞)은 대한민국 경기도 성남시 분당구의 법정동이다.

## 개요
금곡이라는 말은 ‘쇠골’이라는 이름에서 비롯되었다. 이 곳 쇠골마을의 유래에 대하여는 옛날 이곳에서 금을 채굴하였으므로 쇠골=금곡이라 불렀다고 전해지고 있으나, 현지 촌로들의 증언에는 “그런 이야기를 들은 바 없다”고 한다. 전국적으로 쇠골=금곡이라 불리는 마을은 수십개 지역에 달하고 있으나, 쇠는 지역에 따라서 소(牛), 새(동쪽:예, 샛바람), 새(新), 사이(間), 수렁 등 여러 가지 뜻으로 사용되고 있다. 또 쇠=새로 사투리에서 혼용되면서 새=해로 사용되어 새=일(日)을 뜻하는 경우도 있다. 곧 닷새(5日), 엿새(6日)의 예와 같다. 또 안동권씨 참의공파 족보에는 ‘쇠골’을 ‘쇠곡’, ‘쇄곡’이라 하였는데, 이는 ‘쇠골’의 한자식 차음표기로 보인다. 자연부락인 ‘샛골=쇠골’이거나, 골짜기 사이에 위치한 ‘사이골=새골’로 부르게 된 것으로 보인다.
- 1970년 3월 6일 : 광주군 낙생면사무소
- 1971년 9월 13일 : 경기도 성남출장소 낙생지소
- 1973년 7월 1일 : 성남출장소가 성남시로 승격에 따라 금곡동으로 개칭
- 1988년 7월 1일 : 성남시 중원구 금곡동 사무소 개소 (성남시 중원구에 편입)
- 1991년 5월 27일 : 분당출장소 구 승격에 따라 분당구 금곡동
- 2005년 3월 21일 : 분당구 금곡1동 분동 개소
- 2008년 9월 22일 : 분당구 금곡동 명칭 변경

## 법정동
- 금곡동
- 궁내동(宮內洞)

## 교육
- 청솔초등학교
- 청솔중학교
- 분당경영고등학교

## 교통 시설
- 서울 요금소[2]

## 아파트
| 단지명                               | 건설사                    | 시행사                    | 주소                     | 입주        | 비고     |
| ------------------------------------ | ------------------------- | ------------------------- | ------------------------ | ----------- | -------- |
| 청솔마을 5단지 공무원                | ㈜건영종합건설            | 공무원연금공단            |                          | 1994년 11월 |          |
| 청솔마을 6단지 주공                  |                           | 대한주택공사              |                          | 1994년 8월  | 영구임대 |
| 청솔마을 9단지 주공                  | 현대산업개발              | 대한주택공사              |                          | 1995년 9월  |          |
| 청솔마을 8단지 대원                  | ㈜대원                    | ㈜대원                    | 분당구 미금로 215        | 1994년 5월  |          |
| 청솔마을 10단지 동아                 | 동아건설산업              | 동아건설산업              | 분당구 금곡로 233        | 1995년 2월  |          |
| 청솔마을 1단지 서광·영남 (101~106동) | 영남건설㈜ ㈜서광건설산업 | 영남건설㈜ ㈜서광건설산업 | 분당구 성남대로171번길 8 | 1995년 7월  |          |
| 분당 두산위브 트레지움               | 두산건설                  | 두산건설                  | 분당구 정자일로 55       | 2003년 9월  |          |
| 하우스토리 분당                      | 남광토건                  | ㈜한원랜드                | 분당구 정자일로 15       | 2004년 10월 |          |